# Abul Barakat al-Balafiki
Abu 'l-Barakāt al-Balafīķī o, en su forma castellanizada, Abul Barakat al-Balafiki, fue un poeta, cadí e historiador andalusí nacido en Almería (en la actual Comunidad Autónoma de Andalucía, España) en 1281 o 1282 y fallecido a finales de abril o principios de mayo de 1370 o, según otros autores, en 1372.

## Vida y obra
Fue un sabio y asceta, al igual que otros miembros de su familia, rama de los Banu Hash o hachemíes originaria de Velefique, localidad situada en la falda meridional de la almeriense sierra de los Filabres. Fue maestro del poeta e historiador granadino Ibn al-Jatib.
Ian Gibson reseña un poema suyo dedicado a la acequia de Aynadamar («la de las lágrimas rojas»), construida en el siglo XI en Granada por Abd Allah, último rey de la taifa de Granada.